# Серкейра, Рауль
Рауль Анжелу Родригеш Серкейра (порт. Raúl Angelo Rodrigues Cerqueira, род. 17 мая 1940, Фуншал) — португальский пловец. Участник летних Олимпийских игр 1960 года.

## Биография
Рауль Серкейра родился 17 мая 1940 года в португальском городе Фуншал.
Выступал в соревнованиях по плаванию за «Спорт Аглеш и Дафунду» из Оэйраша. Был рекордсменом Португалии в плавании на 100 метров на спине.
В 1960 году вошёл в состав сборной Португалии на летних Олимпийских играх в Риме. Участвовал в двух дисциплинах плавания. На дистанции 100 метров на спине занял предпоследнее, 7-е место в четвертьфинальном заплыве, показав результат 1 минута 6,7 секунды и уступив 1,7 секунды попавшему в полуфинал с 5-го места Херману Вербаувену из Бельгии. В эстафете 4х100 метров комплексным плаванием сборная Португалии, за которую также выступали Эдуарду де Соуза, Луиш Ваш Жорже и Херландер Рибейру, заняла в полуфинальном заплыве последнее, 6-е место, показав результат 4.39,9 и уступив 23,8 секунды попавшей в финал с 3-го места сборной Нидерландов.